# 1154 год
1154 (ты́сяча сто пятьдеся́т четвёртый) год  по юлианскому календарю — невисокосный год, начинающийся в пятницу. Это 1154 год нашей эры, 4‑й год 6‑го десятилетия XII века 2‑го тысячелетия, 5‑й год 1150‑х годов. Он закончился 871 год назад.
| Пн | Вт | Ср | Чт | Пт | Сб | Вс |
|    |    |    |    | 1  | 2  | 3  |
| 4  | 5  | 6  | 7  | 8  | 9  | 10 |
| 11 | 12 | 13 | 14 | 15 | 16 | 17 |
| 18 | 19 | 20 | 21 | 22 | 23 | 24 |
| 25 | 26 | 27 | 28 | 29 | 30 | 31 |

| Пн | Вт | Ср | Чт | Пт | Сб | Вс |
| 1  | 2  | 3  | 4  | 5  | 6  | 7  |
| 8  | 9  | 10 | 11 | 12 | 13 | 14 |
| 15 | 16 | 17 | 18 | 19 | 20 | 21 |
| 22 | 23 | 24 | 25 | 26 | 27 | 28 |

| Пн | Вт | Ср | Чт | Пт | Сб | Вс |
| 1  | 2  | 3  | 4  | 5  | 6  | 7  |
| 8  | 9  | 10 | 11 | 12 | 13 | 14 |
| 15 | 16 | 17 | 18 | 19 | 20 | 21 |
| 22 | 23 | 24 | 25 | 26 | 27 | 28 |
| 29 | 30 | 31 |    |    |    |    |

| Пн | Вт | Ср | Чт | Пт | Сб | Вс |
|    |    |    | 1  | 2  | 3  | 4  |
| 5  | 6  | 7  | 8  | 9  | 10 | 11 |
| 12 | 13 | 14 | 15 | 16 | 17 | 18 |
| 19 | 20 | 21 | 22 | 23 | 24 | 25 |
| 26 | 27 | 28 | 29 | 30 |    |    |

| Пн | Вт | Ср | Чт | Пт | Сб | Вс |
|    |    |    |    |    | 1  | 2  |
| 3  | 4  | 5  | 6  | 7  | 8  | 9  |
| 10 | 11 | 12 | 13 | 14 | 15 | 16 |
| 17 | 18 | 19 | 20 | 21 | 22 | 23 |
| 24 | 25 | 26 | 27 | 28 | 29 | 30 |
| 31 |    |    |    |    |    |    |

| Пн | Вт | Ср | Чт | Пт | Сб | Вс |
|    | 1  | 2  | 3  | 4  | 5  | 6  |
| 7  | 8  | 9  | 10 | 11 | 12 | 13 |
| 14 | 15 | 16 | 17 | 18 | 19 | 20 |
| 21 | 22 | 23 | 24 | 25 | 26 | 27 |
| 28 | 29 | 30 |    |    |    |    |

| Пн | Вт | Ср | Чт | Пт | Сб | Вс |
|    |    |    | 1  | 2  | 3  | 4  |
| 5  | 6  | 7  | 8  | 9  | 10 | 11 |
| 12 | 13 | 14 | 15 | 16 | 17 | 18 |
| 19 | 20 | 21 | 22 | 23 | 24 | 25 |
| 26 | 27 | 28 | 29 | 30 | 31 |    |

| Пн | Вт | Ср | Чт | Пт | Сб | Вс |
|    |    |    |    |    |    | 1  |
| 2  | 3  | 4  | 5  | 6  | 7  | 8  |
| 9  | 10 | 11 | 12 | 13 | 14 | 15 |
| 16 | 17 | 18 | 19 | 20 | 21 | 22 |
| 23 | 24 | 25 | 26 | 27 | 28 | 29 |
| 30 | 31 |    |    |    |    |    |

| Пн | Вт | Ср | Чт | Пт | Сб | Вс |
|    |    | 1  | 2  | 3  | 4  | 5  |
| 6  | 7  | 8  | 9  | 10 | 11 | 12 |
| 13 | 14 | 15 | 16 | 17 | 18 | 19 |
| 20 | 21 | 22 | 23 | 24 | 25 | 26 |
| 27 | 28 | 29 | 30 |    |    |    |

| Пн | Вт | Ср | Чт | Пт | Сб | Вс |
|    |    |    |    | 1  | 2  | 3  |
| 4  | 5  | 6  | 7  | 8  | 9  | 10 |
| 11 | 12 | 13 | 14 | 15 | 16 | 17 |
| 18 | 19 | 20 | 21 | 22 | 23 | 24 |
| 25 | 26 | 27 | 28 | 29 | 30 | 31 |

| Пн | Вт | Ср | Чт | Пт | Сб | Вс |
| 1  | 2  | 3  | 4  | 5  | 6  | 7  |
| 8  | 9  | 10 | 11 | 12 | 13 | 14 |
| 15 | 16 | 17 | 18 | 19 | 20 | 21 |
| 22 | 23 | 24 | 25 | 26 | 27 | 28 |
| 29 | 30 |    |    |    |    |    |

| Пн | Вт | Ср | Чт | Пт | Сб | Вс |
|    |    | 1  | 2  | 3  | 4  | 5  |
| 6  | 7  | 8  | 9  | 10 | 11 | 12 |
| 13 | 14 | 15 | 16 | 17 | 18 | 19 |
| 20 | 21 | 22 | 23 | 24 | 25 | 26 |
| 27 | 28 | 29 | 30 | 31 |    |    |

## События

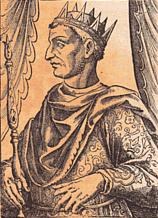
Король Сицилии Вильгельм I Злой

- 1135—1154 — закончилась гражданская война в Англии. Длительный феодальный конфликт в Англо-нормандском государстве, вызванный борьбой за престол после смерти короля Генриха I[1]:
  - 1152—1154 — закончилась Нормандская война. Вооруженный конфликт между Генрихом Плантагенетом и коалицией, возглавлявшейся Людовиком VII. Конфликт связан с заключительным этапом гражданской войны в Англии[2].
  - Заключение мирного соглашения между Генрихом II и Людовиком VII. Последний возвращает английскому королю Вернон и Нёфмарше в нормандском Вексене.
  - Людовик VII вынужден отказаться от всех прав на Аквитанию.
- 1151—1156 — Византийско-венгерская война. Вооруженные конфликты между византийским императором Мануилом I Комнином и королём Венгрии Гезой II[3].
- Весна — взятие Дамаска правителем Алеппо Нур ад-Дином:
  - 18 января — в Дамаске поднимаются цены из-за отсутствия обычных поставок зерна с севера, так как Нур ад-Дин, правитель Алеппо, издал приказ, запрещающий торговые отношения с Дамаском.
  - 17 марта — эмир и исфахсаллар Асад ад-Дин Ширкух ибн Шади достигает пригородов Дамаска в качестве посланника Нур ад-Дина. Переговоры не удались.
  - 18 апреля — Нур ад-Дин пребывает с войском к Дамаску, соединившись с Асад ад-Дином Ширкухом.
  - 25 апреля — Нур ад-Дин захватывает Дамаск.
- Людовик VII выдаёт свою сестру Констанцию, вдову Евстахия Булонского, замуж за графа Раймунда V Тулузского
- Босния становится автономным герцогством.
- Завершение завоевания Альмохадами Южной Испании.
- Около 1154 — Андронику Комнину удалось бежать из темницы, но его схватили в Мелангине и вновь заточили в другую темницу.
- В Южной Италии высадился Михаил Палеолог с ромейским войском. Он захватил Бари и покорил почти всю Апулию и Калабрию.
- Аль-Идриси — арабский географ, картограф и путешественник нанёс на свою карту город Таллин. Это первое упоминание в истории об этом городе.

## Русь

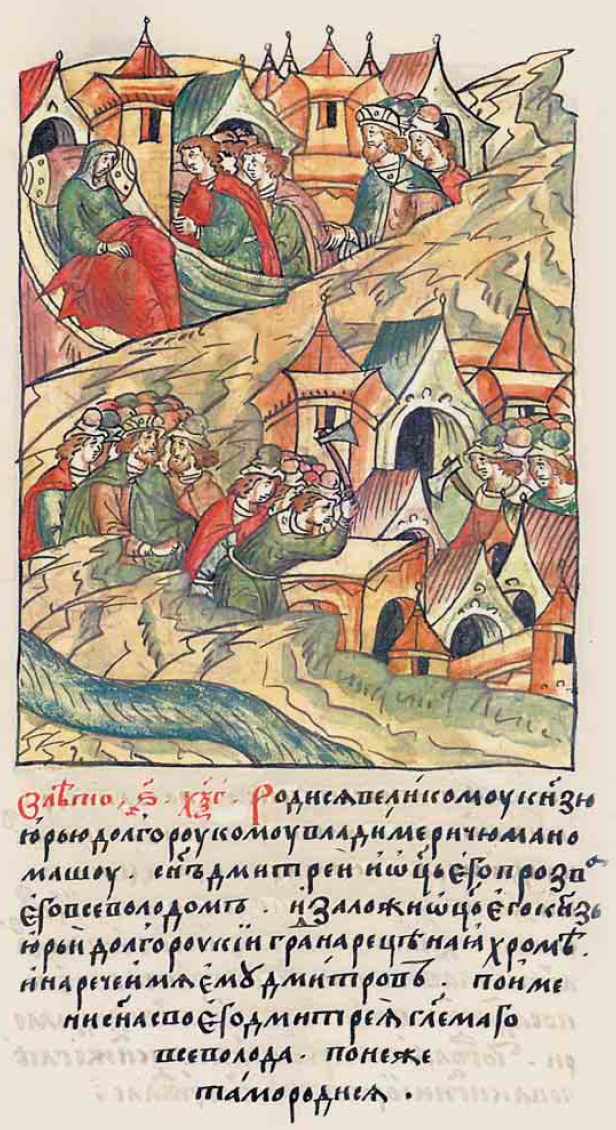
Лицевой летописный свод (том 2 страница 82) «В ле́то 6663 роди́ся вели́кому кня́зю Ю́рью Долгору́кому Влоди́меричю Маномашу сынъ Дми́трей и оте́ць его́ прозва́ его́ Все́волдомъ, и заложи́ отець его князь Юрьи́ Долгору́кий град на реце́ на Я́хроме и нарече́ имя́ ему́ Дми́тровъ по и́мени сы́на своего́ Дмитрея глаго́лемаго Всеволда, поне́же та́мо роди́ся»

Правление: 1146—1149, 1150, 1151-1154 — Изяслав Мстиславич, 1149—1150, 1154, 1155—1157 — Юрий Долгорукий, Вячеслав Владимирович (сопровитель) и 1154—1155, 1159—1161 и 1162—1167 — Ростислав Мстиславич
- 1146—1154 — заканчивается междоусобная война на Руси[4].
  - 16 февраля — сражение под Теребовлем[4].

### Правление Изяслав Мстиславич
- Начало года — Изяслав Давыдович заключает соглашение со Святославом Ольговичем, окончательно урегулировав ситуацию внутри Черниговского княжества. Тогда же направил свой полк для участия в походе киевского князя на Галич[5].
- 16 февраля — галицкая дружина во главе с Ярославом Осмомыслом нанесла поражение киевскому князю Изяславу Мстиславичу в битве под Теребовлем на реке Серет. Однако сражение не принесло решительной победы ни одной из сторон. Тогда Изяслав Мстиславич применил тактическую хитрость: оставшись с небольшой дружиной на поле боя, он поставил захваченные галицкие стяги, и галичане, не зная о том, что под стягами находится противник, пришли туда. Пленных оказалось больше, чем дружинников Изяслава Мстиславича, что наряду с опасностью внезапного нападения из Галича привело к тому, что киевский князь приказал убить многих из них, а затем отступил в Киев. Вероятно, в результате этого похода Изяслав Мстиславич вернул и захваченные города в 1151 году[6].

#### Правление Юрий Долгорукий
- 20 марта — киевский престол на короткое время занял Юрий Долгорукий[7].
- Март — апрель — Юрий Долгорукий посылает Юрия Ярославича Туровского против Мстислава Изяславича, выгнал его из Пересопницы, после чего Мстислав забрав жену отправляется в Луцк. Долгорукий вновь посылает против Мстислава — Ярослава Владимировича Осмосмысла, после чего Мстислав оставляет в Луцке своего брата Ярослава Изяславича, а сам бежит в Польшу[7].
- 1154—1173 — Ярослав Изяславич становится луцким князем[6].
- Весна — Юрий Долгорукий предпринял новый поход на юг, который был прерван из-за падёжа коней[8].
- Апрель 1154 — начало 1155 — Роман Ростиславич первый раз становится смоленским князем[9].
- 17 апреля — Ростислав Мстиславич, после изгнания из Великого Новгорода Ярослава Изяславича, сына великого князя, получает от новгородцев приглашение занять новгородский престол[10].
- Ночь с 13 на 14 ноября — князь Изяслав Давыдович подошёл с войском к Киеву, по всей видимости, рассчитывая занять его, но остававшийся в городе Вячеслав Владимирович и прибывший туда ранее владимиро-волынский князь Мстислав Изяславич не пустили в город князя Изяслава Давыдовича[5].
- 14 ноября — умер Изяслав Мстиславич. Его тело хоронят в монастыре Святого Феодора (Отчий монастырь). Умерли также его дядя Вячеслав Владимирович (конец декабря) и брат Святополк Мстиславич[7][11].
- Ноябрь — Ростислав Михайлович, отправляясь на похороны в Киев оставил на новгородском княжении сына Давыда Ростиславича. Новгородцы однако изгоняют его из города[10].
- Ноябрь — Изяслав Давидович и Святослав Ольгович посылают к Долгорукому послов в Суздаль и заключают с ним договор[12].
- Ноябрь — Глеб Юрьевич с половцами подошёл к Переяславлю, но не смог овладеть городом, и «безо всякого успеха пошел прочь и, отходя, взял с половцами город Пирятин»[13].
- Ноябрь 1154 — начало января 1155 — Давид Ростиславич в ноябре был отправлен отцом Ростиславом Мстиславичем на княжение в Новгород[14].

##### Правление Ростислав Мстиславич
- 8 декабря (по В. Н. Татищеву) — Киевский престол перешёл к Ростиславу Мстиславичу, который к тому времени княжил в Смоленске[15].
- Ростислав Мстиславич заняв киевский престол награждает Святослава Всеволодовича и передаёт ему гг. Туров и Пинск, в благодарность за то, что тот помог сберечь Киев после смерти Изяслава[10].
- Конец декабря — после пира со своей дружиной скоропостижно скончался сопровитель великого киевского князя Вячеслав Владимирович. Ростислав Мстиславич хоронит дядю и раздаёт всё его имущество монастырям, церквям и нищим[16].
- Конец декабря — Ростислав Мстиславич, вопреки совету своих бояр, не меняет своих планов и выступает в поход на Чернигов. Остановившись у села Боловес, начинает переговоры с Изяславом Давыдовичем, предлагая ему заключить мир на том, что он Ростислав княжит в Киеве, а Изяслав в Чернигове. Изяслав Давыдович отказывается от переговоров и под Черниговым при поддержке князя Глеба Юрьевича, возглавлявшего отряд половцев, разбил силы Ростислава[10][17][18].
- Ростислав Мстиславич, побоявшийся множества половцев, выражает готовность уступить Изяславу Киев, а его союзнику Глебу — Переяславль-Русский, принадлежащий Мстиславу Изяславичу. Последний, возмущённый решением дяди, покидает его со всей дружиной. Половцы в начавшейся битве наголову разбивают войско Ростислава, под которым был убит конь. Ростислав бежит в Смоленск, а князь Изяслав Давыдович в январе 1155 года занимает киевский стол[10].
- 1154—1156 — Владимир Мстиславич, после смерти Изяслава Мстиславича, становится владимиро-волынским князем, сменив там племянника — Ярослава Изяславича[19].
- Состоялся масштабный съезд русских князей, на котором впервые в «Повести временных лет» упоминается мир, который заключили Всеволод Ярославич и половецкий хан Болуш[20].
- Мстислав Изяславич, посланный отцом второй раз (первый в 1153 году), встречает у днепровских порогов и провожает в Киев новую жену отца, «обезскую» принцессу (предположительно Русудан, дочь грузинского царя Димитрия I Багратиона)[7].
- Изяслав Мстиславич играет свадьбу в Киеве[21].
- Во время пребывания Юрия Долгорукого в Яхроме, у него рождается младший сын, будущий Всеволод Большое Гнездо. В честь этого события Юрий основал город Дмитров[12].
- Первое упоминание в Ипатьевской летописи города Станков[22] (сейчас село).
- Первое упоминание в Лаврентьевской летописи города Пирятин[13].

## Начало правления
См. также: Список глав государств в 1154 году
- 1154—1166 — король Сицилии Вильгельм I Злой (1120—1166).
- 19 декабря—6 июля 1189 — правление короля Англии Генрих II Плантагенета (5 марта 1133 — 6 июля 1189).
- В Винчестере Генрих Плантагенет, герцог Нормандии и Аквитании, граф Анжу, Мэна и Турени, вступает на английский престол под именем Генриха II. Воцарение династии Плантагенетов в Англии.
- 4 декабря—1159 — Папа римский Адриан IV (ок.1100-1159), единственный англичанин на этом посту.
- Поход Фридриха Барбароссы в Италию. Он коронован в Павии как король Ломбардии.
- 1154, октябрь — 1156, апрель — годы Кюдзю (Япония).

## Родились
См. также: Категория:Родившиеся в 1154 году
- Всеволод Большое Гнездо — великий князь Владимирский.
- Саншу I — второй король Португалии.

## Скончались
См. также: Категория:Умершие в 1154 году
- 26 февраля — Рожер II, основатель и первый король Сицилийского королевства
- 25 октября — Стефан (король Англии)
- 14 ноября — Изяслав Мстиславич, великий киевский князь[23].
- 3 декабря — Анастасий IV (папа римский)
- Святополк Мстиславич — князь псковский. новгородский, полоцкий, луцкий, волынский[21].
- Гальфрид Монмутский (или 1155).